# Siêu mẫu Việt Nam
Siêu mẫu Việt Nam (tiếng Anh: Vietnam Supermodel) là một cuộc thi cấp quốc gia hàng năm nhằm tìm kiếm, phát hiện những gương mặt người mẫu mới, có nhiều triển vọng trở thành siêu mẫu trên sàn diễn thời trang. Siêu mẫu Việt Nam là cuộc thi người mẫu lớn nhất Việt Nam.
Cuộc thi được tổ chức lần đầu tiên vào năm 1994 với tên gọi tiền thân là "Tìm kiếm Người mẫu Thời trang Châu Á", do tạp chí Thời Trang Trẻ và Công ty Cát Tiên Sa phối hợp tổ chức. Năm 1994 người mẫu đầu tiên đăng quang ngôi vị cao nhất cuộc thi là Hà Kiều Anh (TP.HCM), giải nhì là Vũ Cẩm Nhung (Hà Nội), và giải ba là Nguyễn Thị Thanh Xuân (TP.HCM). Cuộc thi lần hai được tổ chức vào năm 1995 tại Thủ đô Hà Nội với sự đăng quang của người mẫu Tô Thị Thu Dung (Hà Nội), giải nhì Hoàng Thu Nga (TP.HCM), và giải ba Nguyễn Hải Yến (Hà Nội).
Sau này cuộc thi chuyển sang cho Đài truyền hình Việt Nam.

## Điều kiện dự thi
Đối tượng dự thi là các công dân nam nữ có quốc tịch Việt Nam chưa kết hôn, chưa sinh con, chưa có tiền án tiền sự, chưa qua chuyển đổi giới tính, không có hình xăm trên cơ thể.
Thí sinh phải có bằng tốt nghiệp trung học phổ thông trở lên, độ tuổi từ 18 đến 25, nữ cao từ 1m65, nam cao từ 1m75 trở lên.

## Giải vàng Siêu mẫu Việt Nam
- Năm 2005, 2013 và 2018 chỉ có 1 giải vàng cho nữ.
- Năm 2014, cuộc thi Siêu mẫu Việt Nam không tổ chức, thay vào đó là chương trình Elite Model Look 2014

| Năm  | Giải Vàng Siêu mẫu                        | Quê quán                                | Địa điểm tổ chức                                   | Tham dự trong nước | Tham dự quốc tế |
| ---- | ----------------------------------------- | --------------------------------------- | -------------------------------------------------- | --- | --- |
| 2002 | Hồ Khánh Trình Trần Thị Thu Hằng          | Khánh Hoà Thành phố Hồ Chí Minh         | Nhà hát Hòa Bình, Thành phố Hồ Chí Minh            | Top 10 Hoa hậu Việt Nam 2004 (Nữ) Top 10 Hoa hậu Phụ nữ Việt Nam Qua Ảnh 2004 (Nữ)                                                                 | |
| 2003 | Lê Văn Mỹ Châu Ánh Minh                   | Hải Phòng Thành phố Hồ Chí Minh         | Hội chợ Triển lãm Giảng Võ, Hà Nội                 | | Top 12 Top Model of The World 2003 Hoa hậu Liên lục địa 2004 |
| 2004 | Lê Hải Anh Hoàng Khánh Ngọc               | Hà Nội Hải Dương                        | Nhà thi đấu Phan Đình Phùng, Thành phố Hồ Chí Minh | Top 10 Hoa hậu Hoàn vũ Việt Nam 2008 (Nữ) | Hoa hậu Hoàn vũ 2004 Elite Model Look International 2005 |
| 2005 | Nguyễn Thúy Hương                         | Hà Nội                                  | Nhà thi đấu Phan Đình Phùng, Thành phố Hồ Chí Minh | | Best Model of The World 2006 |
| 2008 | Lê Xuân Thu Võ Hoàng Yến                  | Thái Bình Thành phố Hồ Chí Minh         | Sân khấu ca nhạc Lan Anh, Thành phố Hồ Chí Minh    | Á hậu 1 Hoa hậu Hoàn vũ Việt Nam 2008 (Nữ) | Hoa hậu Hoàn vũ 2009 |
| 2009 | Đỗ Nguyễn Hoàng Long Nguyễn Thị Ngọc Bích | Thành phố Hồ Chí Minh Bà Rịa - Vũng Tàu | Khách sạn Sheraton, Thành phố Hồ Chí Minh          | Top 10 Siêu mẫu Việt Nam 2008 (Nữ) Top 20 Hoa hậu Hoàn vũ Việt Nam 2008 (Nữ)                                                                       | |
| 2010 | Trương Ngọc Tình Phạm Thị Ngọc Thạch      | Thành phố Hồ Chí Minh Hậu Giang         | Khách sạn Sheraton, Thành phố Hồ Chí Minh          | Chung kết Siêu mẫu Việt Nam 2008 (Nam) Chung kết Siêu mẫu Việt Nam 2009 (Nữ)                                                                       | Best Model of The Year 2011 (Nam) Top 10 Model of The World 2010 (Nữ) Á vương 1 Nam vương Đại sứ Hoàn vũ 2016 (Nam) Nam vương Manhunt International 2017 (Nam)                                                                                                 |
| 2011 | Vũ Mạnh Hiệp Vương Thu Phương             | Hải Phòng                               | Cung văn hóa Hữu nghị Việt - Xô, Hà Nội            | Chung kết Siêu mẫu Việt Nam 2008 (Nam) Chung kết Siêu mẫu Việt Nam 2010 (Nữ)                                                                       | |
| 2012 | Nguyễn Hữu Long Nguyễn Phương Mai         | Hà Nội                                  | Sân Quần Ngựa, Hà Nội                              | Chung kết Siêu mẫu Việt Nam 2011 (Nam) Top 15 Hoa hậu Thế giới người Việt 2010 (Nữ)                                                                | Top 10 Asian Super Model 2009 (Nữ) The Look of The Year 2011 (Nữ) Á vương 1 Man of The World 2017 (Nam) |
| 2013 | Trần Ngọc Lan Khuê                        | Thành phố Hồ Chí Minh                   | Nhà thi đấu Phan Đình Phùng, Thành phố Hồ Chí Minh | Chung kết Siêu mẫu Việt Nam 2012 Hoa khôi Áo dài Việt Nam 2014                                                                                     | ▪ Á quân 2 Asian Super Model Contest 2012 ▪ Top 30 Miss Model of The World 2012 ▪ Á quân 1 New Silk Road Asian Model Look 2013 ▪Top 5 đề cử giải thưởng "Asian Top Fashion Female Model of The Year" tại Asia Fashion Award 2013 ▪Top 11 Hoa hậu Thế giới 2015 |
| 2015 | Mai Tuấn Anh Dương Nguyễn Khả Trang       | Hưng Yên Hà Giang                       | Nhà thi đấu Nguyễn Du, Thành phố Hồ Chí Minh       | Á khôi 1 Hoa khôi Thể thao 2012 (Nữ) | Hoa hậu Sinh thái Hoàn vũ 2016 (Nữ) Top 25 Hoa hậu Siêu quốc gia 2016 (Nữ) Quán quân Siêu mẫu Quốc tế 2018 (Nữ) Á vương 4 Manhunt International 2018 (Nam) |
| 2018 | Bùi Quỳnh Hoa                             | Hà Nội                                  | Nhà thi đấu Tân Bình, Thành phố Hồ Chí Minh        | Hoa hậu Áo dài Việt Nam thế giới 2017 Top 45 Hoa hậu Hoàn vũ Việt Nam 2017 Top 10 Hoa hậu Hoàn Vũ Việt Nam 2022 Hoa hậu Miss Universe Vietnam 2023 | Quán quân Siêu mẫu Quốc tế 2022 Hoa hậu Hoàn vũ 2023 |

## Giải bạc Siêu mẫu Việt Nam
| Năm  | Giải Bạc Siêu mẫu                                      | Quê quán                                         | Địa điểm tổ chức                                   | Tham dự trong nước                                                                                 | Tham dự quốc tế |
| ---- | ------------------------------------------------------ | ------------------------------------------------ | -------------------------------------------------- | -------------------------------------------------------------------------------------------------- | --- |
| 2002 | Lê Quang Tú Hồ Thị Ngọc Hà                             | Hà Nội                                           | Nhà hát Hòa Bình, Thành phố Hồ Chí Minh            | | |
| 2003 | Lý Tuấn Anh Phan Thị Phượng                            | Hà Nội Đắk Lắk                                   | Hội chợ Triển lãm Giảng Võ, Hà Nội                 | | Elite Model Look International 2006 (Nữ) |
| 2004 | Trịnh Minh Cương Nguyễn Phùng Ngọc Yến                 | Thành phố Hồ Chí Minh                            | Nhà thi đấu Phan Đình Phùng, Thành phố Hồ Chí Minh | | Top Model of The World 2004 (Nữ) |
| 2005 | Huỳnh Phạm Ngọc                                        | Thành phố Hồ Chí Minh                            | Nhà thi đấu Phan Đình Phùng, Thành phố Hồ Chí Minh | | |
| 2008 | Quách Ngọc Ngoan Võ Kim Cương                          | Cà Mau Cần Thơ                                   | Sân khấu ca nhạc Lan Anh, Thành phố Hồ Chí Minh    | | |
| 2009 | Lê Xuân Vĩnh Thụy Hoàng Thanh Tuyền                    | Thành phố Hồ Chí Minh An Giang                   | Khách sạn Sheraton, Thành phố Hồ Chí Minh          | Top 10 Hoa hậu Phụ nữ Việt Nam qua ảnh 2005 (Nữ) Giải vàng Ngôi sao Người mẫu thế hệ mới 2008 (Nữ) | Miss Bikini 2009 (Nữ) Top 15 Nam vương Quốc tế 2009 (Nam) |
| 2010 | Hoàng Gia Ngọc Phạm Thị Thùy Linh                      | Hải Phòng Thành phố Hồ Chí Minh                  | Khách sạn Sheraton, Thành phố Hồ Chí Minh          | | Manhunt International 2010 (Nam) Miss Tourism International 2016 (Nữ) |
| 2011 | Lê Kiên Định Nguyễn Ngọc Oanh                          | Hải Phòng Thái Nguyên                            | Cung văn hóa Hữu nghị Việt - Xô, Hà Nội            | Top 15 Mr Việt Nam 2010 (Nam)                                                                      | Giải ba Siêu mẫu Quốc tế 2012 (Nữ) |
| 2012 | Đinh Minh Quân Đặng Vũ Diệu Huyền                      | Cần Thơ Bà Rịa - Vũng Tàu                        | Sân Quần Ngựa, Hà Nội                              | | Á quân Siêu mẫu Quốc tế 2013 (Nữ) |
| 2013 | Trần Minh Trung, Phan Hà Phương, Nguyễn Minh Tú        | Bà Rịa - Vũng Tàu, Hà Nội, Thành phố Hồ Chí Minh | Nhà thi đấu Phan Đình Phùng, Thành phố Hồ Chí Minh | Chung kết Siêu mẫu Việt Nam 2010 (Nữ) Chung kết Siêu mẫu Việt Nam 2011 (Nữ)                        | Top 5 Nam vương Quốc tế 2017 (Nam) Top 10 Siêu mẫu Quốc tế 2010 (Nữ) Á quân Siêu mẫu Quốc tế 2015 (Nữ) Á quân Asia's Next Top Model 2017 (Nữ) Top 10 Hoa hậu Siêu quốc gia 2018 (Nữ) |
| 2015 | Trần Mạnh Khang Phạm Thị Ngọc Quý                      | Hà Nội Thành phố Hồ Chí Minh                     | Nhà thi đấu Nguyễn Du, Thành phố Hồ Chí Minh       | Top 10 Hoa hậu Hoàn Vũ Việt Nam 2015 (Nữ)                                                          | Top 20 Nam vương Siêu quốc gia 2019 (Nam) |
| 2018 | Nguyễn Xuân Hùng Bùi Thảo Phương Nguyễn Trần Khánh Vân | Đà Nẵng Hà Nội Thành phố Hồ Chí Minh             | Nhà thi đấu Tân Bình, Thành phố Hồ Chí Minh        | Hoa hậu tại Hoa hậu Hoàn vũ Việt Nam 2019 (Nữ)                                                     | Top 21 Hoa hậu Hoàn vũ 2020 (Nữ) |

## Giải đồng Siêu mẫu Việt Nam
| Năm  | Giải Đồng Siêu mẫu                                               | Quê quán                                  | Địa điểm tổ chức                                   | Tham dự trong nước                                                           | Tham dự quốc tế                                                                      |
| ---- | ---------------------------------------------------------------- | ----------------------------------------- | -------------------------------------------------- | ---------------------------------------------------------------------------- | ------------------------------------------------------------------------------------ |
| 2002 | Ông Thanh Phương Trương Thị Phương Thảo                          | Thành phố Hồ Chí Minh                     | Nhà hát Hòa Bình, Thành phố Hồ Chí Minh            |                                                                              |                                                                                      |
| 2003 | Hồ Đức Vĩnh Hoàng Thị Ngọc Trang                                 | Thành phố Hồ Chí Minh Hải Phòng           | Hội chợ Triển lãm Giảng Võ, Hà Nội                 |                                                                              | Nam vương Thế giới 2007 (Nam)                                                        |
| 2004 | Nguyễn Văn Liêm Dương Thùy Linh                                  | Tiền Giang Hà Nội                         | Nhà thi đấu Phan Đình Phùng, Thành phố Hồ Chí Minh | Top 5 Hoa hậu Hoàn vũ Việt Nam 2008 (Nữ)                                     | Miss Tourism International 2004 (Nữ) Hoa hậu tại Mrs Worldwide 2018 (Nữ)             |
| 2005 | Phạm Minh Thúy                                                   | Thành phố Hồ Chí Minh                     | Nhà thi đấu Phan Đình Phùng, Thành phố Hồ Chí Minh |                                                                              |                                                                                      |
| 2008 | Nguyễn Hải Nam Phạm Đình Minh Triệu                              | Nghệ An Phú Yên                           | Sân khấu ca nhạc Lan Anh, Thành phố Hồ Chí Minh    |                                                                              |                                                                                      |
| 2009 | Trịnh Đan Duy Anh Nguyễn Thị Kim Dung                            | Hà Nội Thành phố Hồ Chí Minh              | Khách sạn Sheraton, Thành phố Hồ Chí Minh          |                                                                              | Miss Tourist Intercontinental 2010 (Nữ) Top 15 Supermodel of Asian Pacific 2011 (Nữ) |
| 2010 | Lê Khôi Nguyên Phạm Anh Thư                                      | Đồng Tháp Thành phố Hồ Chí Minh           | Khách sạn Sheraton, Thành phố Hồ Chí Minh          | Quán quân Mr Việt Nam 2010 (Nam) Top 10 Hoa hậu Du lịch Việt Nam 2008 (Nữ)   | Á vương 3 Nam vương Quốc tế 2011 (Nam) Top 5 Super Model Of Asian Pacific 2011 (Nữ)  |
| 2011 | Hà Việt Dũng Phan Lê Ái Phương                                   | Hòa Bình Thành phố Hồ Chí Minh            | Cung văn hóa Hữu nghị Việt - Xô, Hà Nội            | Chung kết Siêu mẫu Việt Nam 2008 (Nam) Chung kết Siêu mẫu Việt Nam 2010 (Nữ) |                                                                                      |
| 2012 | Lương Công Tuấn, Nguyễn Lưu Huynh, Lê Thu An, Đỗ Thị Phuơng Dung | Nghệ An, Hà Nội, Lâm Đồng, Hà Nội         | Sân Quần Ngựa, Hà Nội                              |                                                                              |                                                                                      |
| 2013 | Võ Ngọc Cảnh, Tô Uyên Khánh Ngọc, Phạm Thị Thu Thủy              | Bình Định, Thành phố Hồ Chí Minh,Lâm Đồng | Nhà thi đấu Phan Đình Phùng, Thành phố Hồ Chí Minh |                                                                              |                                                                                      |
| 2015 | Nguyễn Trần Trung Nguyễn Thị Ngọc Duyên                          | Hà Nội Bà Rịa - Vũng Tàu                  | Nhà thi đấu Nguyễn Du, Thành phố Hồ Chí Minh       |                                                                              |                                                                                      |
| 2018 | Trịnh Văn Bảo Võ Đông Hạ                                         | Hải Phòng Thành phố Hồ Chí Minh           | Nhà thi đấu Tân Bình, Thành phố Hồ Chí Minh        |                                                                              | Nam vương tại Nam vương Quốc tế 2018 (Nam)                                           |